# Оксазафосфорины
Оксазафосфорины, или производные оксазафосфорина, оксазафосфинаны — это группа органических соединений, содержащая в молекуле оксазафосфорин (он же оксазафосфинан) (см. IUPAC).
Многие производные оксазафосфорина, являясь одновременно также и производными бис-B-хлорэтиламина, нашли применение в онкологии, гематологии, иммунологии и ревматологии в качестве цитостатических противоопухолевых и иммуносупрессивных химиотерапевтических лекарственных препаратов алкилирующего типа действия.

## Примеры
- Циклофосфамид
- Ифосфамид
- Мафосфамид
- Трофосфамид
- Перфосфамид
- Алдофосфамид
- 4-Гидроксициклофосфамид
- Глюфосфамид